# ㅜ
ㅜ – samogłoska należąca do grupy pisma hangul, do oznaczenia samogłoski przymkniętej tylnej zaokrąglonej [u]. Według transkrypcji McCune’a-Reischauera samogłoska brzmi "u".
ㅜ jest według Koreańskich Zasad Pisowni (Hunminjeongeum) dziewiętnastą pierwszą literą alfabetu koreańskiego i siódmą samogłoską. Dźwięk samogłoski jest nie jest ani głęboki, ani płytki.

## Pismo

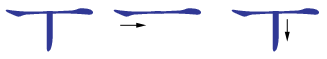
Kolejność stawiania kresek

## Historia
Samogłoska powstała z połączenie kształtów liter ㆍ i ㅣ.